# Stephan Göritz
Stephan Göritz (* 16. September 1960 in Ost-Berlin; † 4. März 2018 in Berlin) war ein deutscher Hörspielautor, Autor, Liedtexter und Journalist.

## Leben
Weil er als Kind krankheitsbedingt oft das Bett hüten musste, entwickelte Stephan Göritz schon früh ein intensives Verhältnis zum Radio und speziell zu Hörspielen, die er bald in einem privaten Tonband- und Datenarchiv systematisch erfasste. Sein mit 16 Jahren geschriebenes Kurzhörspiel „In Sachen Schulhoflinde“ gehörte zu den Preisträgerstücken des Wettbewerbes Momentaufnahme und wurde 1977 vom Rundfunk der DDR urgesendet. Diesem Hörspieldebüt folgten zahlreiche Hörspielbearbeitungen für Kinder, später Kriminalhörspiele, Radioessays, Literatur- und Chanson-Sendungen.
Nach dem Abitur an der Kant-Oberschule Berlin-Lichtenberg, studierte er von 1980 bis 1985 Theaterwissenschaft bei Ernst Schumacher, Rudolf Münz und Joachim Fiebach an der Humboldt-Universität zu Berlin und schloss 1985 im Rahmen eigener Forschungstätigkeit in der von Siegfried Hähnel geleiteten Projektgruppe Darstellende Kunst im Hörfunk mit einem Diplom über Märchenadaptionen im DDR-Kinderhörspiel ab.
Von 1985 bis 1991 war er wissenschaftlicher Mitarbeiter in der Hauptabteilung Funkdramatik des Rundfunks der DDR und des Funkhauses Berlin. In dieser Eigenschaft führte er zahlreiche Zeitzeugen-Interviews mit Persönlichkeiten der Rundfunk- und Hörspielgeschichte – so u. a. mit Georg W. Pijet, Berta Waterstradt, Werner Grunow, Günther Rücker, Hedda Zinner, Horst Buerschaper, Rose Nyland, Karl Brenk, Flora Hoffmann, Uwe Haacke oder Ruth Kraft.
Seit 1992 lebte er als freier Autor, Liedtexter und Journalist in Berlin und publizierte vorrangig bei ORB, SFB, RBB, Deutschlandradio und SR. Besondere Reputation bei Publikum und Fachwelt erlangte Stephan Göritz als langjähriger Autor, Interviewer und Mit-Präsentator von Sendungen der Reihe Querköpfe im Programm des Deutschlandfunks. Hier porträtierte er legendäre Personen als auch Neueinsteiger der Kabarett- und Kleinkunst-Szene, so zum Beispiel: Volker Kühn, Peter Ensikat, Arnulf Rating, Dieter Hildebrandt oder Annika Krump, Michael Frowin oder Katharina Franck.
Für Maurice Ravels 1924 geschriebene Oper L’enfant et les sortilèges, Libretto:Sidonie-Gabrielle Colette, (deutsch: Das Kind und der Zauberspuk) verfasste Stephan Göritz eine neue deutsche Nachdichtung, welche am 25. Februar 2001 im Konzerthaus am Gendarmenmarkt mit Gert Westphal als Sprecher ihre Erstaufführung erlebte.
Seine als Hörbücher erschienenen Hörbilder über Kabarettisten und der Erste Weltkrieg sowie über Kabarettisten und das Dritte Reich wurden auf der Bestenliste 4/2016 zum Preis der deutschen Schallplattenkritik bzw. auf der hr2-Hörbuch-Bestenliste, Februar 2018 geehrt.
Von Stephan Göritz stammen ebenfalls verschiedene Nachdichtungen von Chansontexten aus dem Französischen und eigene Liedtexte – so u. a. auch von Jacques Brel, die auch von namhaften Interpretinnen wie z. B. Gisela May bzw. Celina Muza gesungen wurden.
Seine im Programm des Deutschlandfunks für den 4. April 2018, 21:05 Uhr avisierte Ausgabe der Querköpfe, der er den Titel gab: Schmetterlinge lachen hören – Die Zaudersprüche der Annika Krump, hat er nicht fertigstellen können. Annika Krump, die im Mittelpunkt der geplanten Sendung hätte stehen sollen, gestaltete schließlich diese Sendung vice versa zu einer Hommage für den unverwechselbaren Radiomacher Stephan Göritz.
Ein Bühnenprogramm im Stile einer Radiosendung für Stephan Göritz fand am Sonntag, dem 13. Mai 2018 in der Bar jeder Vernunft statt. Zu den Mitwirkenden gehörten Bérangère, Alix Dudel, Harry Ermer, Elisabeth Heymann, Annika Krump, Mariam Kurth, Isabel Neuenfeldt, Manfred Maurenbrecher, Katjeline Philipss-Lebon, Pigor und Eichhorn, Lea Streisand, Matthias Thalheim, Trio Scho, Celina Muza, Karsten Troyke, Jeannette Urzendowsky u. a. statt.

## Hörfunk

### Kurzhörspiele
- 1974: Typisch Zackata; Kinderhörspiel, in: Kinder schreiben für Kinder, Regie: Leonore Mütterlein – Rundfunk der DDR
- 1977: In Sachen Schulhoflinde – Regie: Günter Bormann – Rundfunk der DDR, auch auf einer SCHOLA Vinyl-LP für den Deutschunterricht, VEB Deutsche Schallplatten Berlin, 1980
- 1979: Das Festprogramm – Regie: Klaus Zippel – Rundfunk der DDR
- 1979: Fahrerlaubnis – Regie: Walter Niklaus – Rundfunk der DDR
- 1980: Zwei Flaschen Bier – Regie: Walter Niklaus – Rundfunk der DDR

### Kinderhörspiele
- 1981: Tischlein deck dich – nach Jacob und Wilhelm Grimm, mit Hans-Joachim Hanisch, Wolfgang Brunecker u. a., Regie: Manfred Täubert – Rundfunk der DDR, als Hörbuch bei Icestorm Audiobooks 2016
- 1983: Der Gevatter Tod – nach Jacob und Wilhelm Grimm, mit Peter Reusse, Jürgen Hentsch u. a., Regie: Uwe Haacke – Rundfunk der DDR
- 1984: Das unglückliche Unglück – nach einem ukrainischen Märchen, mit Margit Bendokat, Hans Teuscher u. a., Regie: Uwe Haacke – Rundfunk der DDR
- 1984: Die Schneekönigin – nach Hans Christian Andersen/ Jewgeni Lwowitsch Schwarz, mit Blanche Kommerell, Joachim Kaps u. a., Regie: Uwe Haacke – Rundfunk der DDR
- 1986: Timm Thaler oder Das verkaufte Lachen – 4 Teile, nach James Krüss, mit Blanche Kommerell, Horst Schulze u. a., Regie: Uwe Haacke – Rundfunk der DDR
- 1988: Anahit, mit Rüdiger Joswig, Arno Wyzniewski u. a., Regie: Uwe Haacke – Rundfunk der DDR
- 1989: Der kleine Prinz, nach Antoine de Saint-Exupéry, Bearbeitung als Funkerzählung, mit Heidrun Perdelwitz, Ulrich Voss u. a. Regie: Flora Hoffmann – Rundfunk der DDR
- 1990: Die steinerne Blume, nach Märchen aus dem Ural, mit Inge Keller, Rolf Ludwig, Musik: Christian Steyer, Regie: Jürgen Schmidt – LITERA, als MC veröffentlicht
- 1992: Die Katze, die ihren eigenen Pfad sucht, nach Rudyard Kipling, Regie: Gerhard Willert – Radio Bremen

### Kriminalhörspiele
- 1986: Das sprechende Bild – Regie: Uwe Haacke – Rundfunk der DDR
- 1987: Salto – Regie: Uwe Haacke – Rundfunk der DDR
- 1987: Tod im Kontor – Regie: Uwe Haacke – Rundfunk der DDR
- 1988: Schluss der Vorstellung – Regie: Bert Bredemeyer – Rundfunk der DDR
- 1988: Kein Schwein gehabt – Regie: Uwe Haacke – Rundfunk der DDR

### Kabarett- und Chansons-Sendungen (Auswahl)
- 1987: Léo Ferré, Porträt – Chansontreff – Lieder zum Hinhören, Radio DDR I
- 1989: Ich hasse den Sonntag – Charles Aznavour und seine Chansons, Radio DDR I
- 1989: „Die nächste Liebe“ – Gisela May singt Jacques Brel, Songs – Lieder mit Grips, DT64
- 1990: Yvette Guilbert „Die Kunst, ein Chanson zu singen“, Radio aktuell
- 2001: Lieder gegen die Schwerkraft – Isabel Tuengerthal – eine neue Alice aus dem Wunderland in der Berliner Chansonszene – Querköpfe: Kabarett, Comedy & schräge Lieder, Deutschlandfunk
- 2002: Mein weisser, weiser Spiegel – Die Russin Morin Smolé und ihre Geschichten aus Glas – Querköpfe: Kabarett, Comedy & schräge Lieder, Deutschlandfunk
- 2002: Eine Stecknadel fällt – und ich spiel' sie euch vor – Der Chanson-Spieler Michael Heltau – Ein Porträt – Querköpfe: Kabarett, Comedy & schräge Lieder, Deutschlandfunk
- 2002: Man müsste versuchen glücklich zu sein – und sei es nur, um ein Beispiel zu geben – Der Moritäter Jacques Prévert – Querköpfe: Kabarett, Comedy & schräge Lieder, Deutschlandfunk
- 2002: Ein Lied aus fernen Räumen – Der Kabarett-Aristokrat Christoph Stählin – Querköpfe: Kabarett, Comedy & schräge Lieder, Deutschlandfunk
- 2002: Ich möchte unwichtig sein – Der bekennende Provinzstadt-Bewohner Erwin Grosche – Querköpfe: Kabarett, Comedy & schräge Lieder, Deutschlandfunk
- 2002: Bist du mir zu einfach, kommst du ins Gebeinfach – Wie aus Palma Kunkel, der singenden Tellermiene, die Handtaschenträgerin wurde. Ein Porträt der Chansonsängerin und Kabarettistin Annika Krump – Querköpfe: Kabarett, Comedy & schräge Lieder, Dlf
- 2002: „Dem Revolutionär Jesus zum Geburtstag“ – Eine andere Weihnachtssendung – Querköpfe: Kabarett, Comedy & schräge Lieder, Deutschlandfunk
- 2003: Die List der Wörter – Der Chanson-Jongleur Bernard Joyet – Querköpfe: Kabarett, Comedy & schräge Lieder, Deutschlandfunk
- 2003: Nicht vom Winde verweht – Scarlett O' zwischen Folk, Chanson und Kabarett – Querköpfe: Kabarett, Comedy & schräge Lieder, Deutschlandfunk
- 2003: Leben in Zeitlupe – Die gesprochenen Lieder der Katharina Franck – Querköpfe: Kabarett, Comedy & schräge Lieder, Deutschlandfunk
- 2003: Ich bin nicht einäugig – weder auf dem rechten Auge noch auf dem linken. Reiz und Risiko der Politikerparodie – Querköpfe: Kabarett, Comedy & schräge Lieder, Deutschlandfunk
- 2003: „Eine Diva ist kein Diwan“ – Wenn Oper und Kabarett zusammenstossen – Querköpfe: Kabarett, Comedy & schräge Lieder, Deutschlandfunk
- 2003: „Erst sagt man, dass man etwas träumt – dann träumt man, dass man etwas sagt“ – Der Kabarettist, Chansonsänger und Boxkommentator Werner Schneyder – Querköpfe: Kabarett, Comedy & schräge Lieder, Deutschlandfunk
- 2003: Schattentäter und Legenden – Das Kleine Theater am Südwestkorso in Berlin feiert seinen 30. Geburtstag – Querköpfe: Kabarett, Comedy & schräge Lieder, Deutschlandfunk
- 2003: „Zum Kabarettisten wird man nicht geboren, zum Kabarettisten wird man gemacht“ – Der Meinungsvertreter Arnulf Rating. Ein Porträt – Querköpfe: Kabarett, Comedy & schräge Lieder, Deutschlandfunk
- 2004: Am Küchenofen sitzt bei uns ein Rabe – Die Befreiungen der Sandra Kreisler. Ein Porträt – Querköpfe: Kabarett, Comedy & schräge Lieder, Deutschlandfunk
- 2004: Die Rechnung ist geschenkt – Die postbrutale Phase der Martina Brandl. Ein Porträt – Querköpfe: Kabarett, Comedy & schräge Lieder, Deutschlandfunk
- 2004: Die einen sind für den Kopf zuständig, die anderen fürs Treppenhaus – Porträt des Kabarettisten als Hausmeister der Gesellschaft. Der Wahl-Münchner Andreas Rebers – Querköpfe: Kabarett, Comedy & schräge Lieder, Deutschlandfunk
- 2004: Ich begrüße sie herzhaft – Die Kabarettistin Olinka Orphea auf der Suche nach Amor – Ein Porträt – Querköpfe: Kabarett, Comedy & schräge Lieder, Deutschlandfunk
- 2005: Die poetischen Reportagen des Manfred Maurenbrecher – Querköpfe: Kabarett, Comedy & schräge Lieder, Deutschlandfunk
- 2006: Der Worthülsenknacker Dieter Hildebrandt – Querköpfe: Kabarett, Comedy & schräge Lieder, Deutschlandfunk
- 2006: Götz Alsmann zwischen Swing und Feuerzangenbowle – Ein Porträt – Querköpfe: Kabarett, Comedy & schräge Lieder, Deutschlandfunk
- 2007: „Schmiergeld für Alle“ – Der Lügenpop von Plückhahn und Vogel – Querköpfe: Kabarett, Comedy & schräge Lieder, Deutschlandfunk
- 2008: Gute Macht – Das surreale Polit-Kabarett der Hengstmann-Brüder – Querköpfe: Kabarett, Comedy & schräge Lieder, Deutschlandfunk
- 2009: Der Mensch schuf Gott, der Teufel die Propheten – Wie der Satiriker Peter Ensikat versucht die Wirklichkeit zu übertreiben – Querköpfe: Kabarett, Comedy & schräge Lieder, Deutschlandfunk
- 2010: Untergrundkämpfer mit staatlichen Auszeichnungen – Der Kabarettautor Wolfgang Schaller wird 70 – Querköpfe: Kabarett, Comedy & schräge Lieder, Deutschlandfunk
- 2011: Wüstenerfahrung am Whirlpool – Warum der Kabarettist Michael Frowin nie wieder auf Kreuzfahrt geht – Querköpfe: Kabarett, Comedy & schräge Lieder, Deutschlandfunk
- 2012: Dreimal täglich 'Heile Welt' – Die Schauspielerin und Kabarettistin Saskia Kästner entdeckt die Schönheit des Trivialen – Querköpfe: Kabarett, Comedy & schräge Lieder, Deutschlandfunk
- 2013: Wer lacht, hat Hoffnung – Die Distel im Systemwandel, Feature, Regie: Wolfgang Rindfleisch, RBB-Kulturradio
- 2013: „Die Verzweiflungen habe ich hinter mir“ – Der Bassbariton Thomas Quasthoff kehrt zum Kabarett zurück – Querköpfe: Kabarett, Comedy & schräge Lieder, Deutschlandfunk
- 2013: Vermeidbarer Lärm – Die Entdeckungen der Scarlett O – Querköpfe: Kabarett, Comedy & schräge Lieder, Deutschlandfunk
- 2014: Ohne Gurt durch die Zeit – Pigor singt und Eichhorn muss immer noch begleiten – Querköpfe: Kabarett, Comedy & schräge Lieder, Deutschlandfunk
- 2015: Dem Teufel in den Hintern kneifen: Ellen Tiedtke – Die Kabarettistin, Sängerin und Schauspielerin wird 85, MDR FIGARO
- 2015: Singen hilft immer – Wie Melanie Haupt das Chaos bändigt – Querköpfe: Kabarett, Comedy & schräge Lieder, Deutschlandfunk
- 2016: Gibt es rechtes Kabarett? – Von Konzertlagern, guten Atombomben und feindlichen Bananenschalen – Querköpfe: Kabarett, Comedy & schräge Lieder, Deutschlandfunk
- 2017: Vom Stempellied zum Showgeschäft – Der Liedtexter Robert Gilbert – Querköpfe: Kabarett, Comedy & schräge Lieder, Deutschlandfunk

## Hörbücher
- 2011: Annette Postel singt Heymann „Irgendwo auf der Welt …“, Hörcollage, duo-phon records Berlin, ISBN 978-3-937127-20-0.
- 2016: Krieg ist nicht gut für den Frieden: Kabarettisten und der Erste Weltkrieg, Hörbild, duo-phon records Berlin, ISBN 978-3-937127-21-7.
- 2017: Ohne Humor wären wir nicht durchgekommen: Kabarettisten und das Dritte Reich, Hörbild, 2 CDs, duo-phon records Berlin, ISBN 978-3-937127-22-4.

## Zitat
„Im Nationalsozialismus war politisches Kabarett lebensgefährlich. Viele Kabarettisten erhielten
Berufsverbot oder kamen in Konzentrationslager. Andere versuchten sich anzupassen, um der
Verfolgung zu entgehen. In Originalaufnahmen von einst und heute, u. a. mit Werner Finck und Fritz
Grünbaum, mit klugen Kommentaren und reichlich Hintergrundmaterial veranschaulicht Feature und
Hörspielautor Stephan Göritz die Geschichte des Kabaretts dieser Epoche.“

## Fachpublikationen
- 1986: Diskographie der Schallplattenübernahmen von Hörspielen und Features. In: Beiträge zur Geschichte des Rundfunks, 20/1986, 3, S. 90–95.
- 1987: Hörspiele für Kinder im Rundfunk der DDR. In: Beiträge zur Geschichte des Rundfunks, 21/1987, 3, S. 27–47.